# Stiffe
Stiffe è una frazione del comune di San Demetrio ne' Vestini, in provincia dell'Aquila.
Conta poche decine di abitanti ed è situato alle pendici del gruppo montuoso di Monte Ocre-Monte Cagno, a circa 4 km a sud del capoluogo comunale. La località, che rientra nel parco naturale regionale Sirente-Velino, è nota per la presenza delle Grotte di Stiffe.

## Storia
Le prime testimonianze della contrada, inizialmente nota come Styphia, risalgono al X secolo. Nel secolo successivo la località viene citata dapprima come borgo nel Catalogus Baronum, quindi come castello nella bolla di papa Alessandro III; qui si riporta il numero di 360 abitanti per l'intero territorio, comprendente probabilmente anche l'antica parrocchia di Santa Balbina.
Tra l'XI e il XVI secolo Stiffe rivestì una notevole importanza, in virtù della posizione strategica tra i castelli di Fagnano a nord, nella valle Subequana, e Rocca di Mezzo a sud, sull'altopiano delle Rocche, ed era dotato anch'esso di una rocca di cui oggi rimangono solo alcuni resti in prossimità delle cascate della Foce all'ingresso alle grotte di Stiffe.
La località partecipò, nel XIII secolo, alla fondazione dell'Aquila ed il suo prestigio è testimoniato dall'occupazione di uno dei locali più importanti della città, situato nell'isolato che si staglia tra le attuali corso Principe Umberto, corso Vittorio Emanuele e piazza del Duomo. Stiffe si distinse inoltre, nel 1424, per essere stato una delle principali roccaforti difensive aquilane nella celebre battaglia contro Braccio da Montone.
Nel 1907, per iniziativa del marchese Alfonso Cappelli, venne realizzata una centrale idroelettrica in corrispondenza della fuoriuscita del fiume dalle cavità sotterranee. Allo smantellamento della centrale nel secondo dopoguerra, sono seguite le prime indagini speleologiche che hanno portato poi, nel 1991, all'apertura del percorso turistico all'interno delle grotte, ad oggi uno dei principali siti naturalistici dell'intera conca aquilana

## Monumenti e luoghi d'interesse
Il paese è caratterizzato da un nucleo compatto d'origine altomedievale adagiato sul pendio della montagna. Gli edifici avevano storicamente un carattere non residenziale bensì di servizio al castello ed erano circondati da una cinta muraria dotata di porta urbica. I principali luoghi d'interesse di Stiffe sono:
Chiesa di Sant'AndreaRisalente al X secolo come testimoniano i resti di apparati decorativi d'origine franco-longobarda. Ha una facciata quadrangolare ed un impianto planimetrico longilineo, suddiviso in due navate con volume annesso alla zona presbiteriale corrispondente esternamente ad un campanile a vela. La chiesa è situata a valle del borgo, alla confluenza delle strade verso San Demetrio ne' Vestini e Villa Sant'Angelo.
Grotte di StiffeComplesso di grotte carsiche costituenti un esempio di risorgenza attiva, prodotte cioè dalla presenza di un corso d'acqua che si inabissa nel sistema di inghiottitoi presente tra Terranera e Rocca di Cambio e fuoriesce a monte dell'abitato. Le cavità hanno una lunghezza stimata di circa 1000 m e sono aperte al pubblico per un percorso di circa 700 m, su di un dislivello di 65 m. I vari ambienti in cui si sviluppa il percorso comprendono anche due cascate ed un lago sotterraneo.
Museo di speleologia Vincenzo RiveraStruttura museale associata alle grotte, gestita dal Gruppo Speleologico Aquilano ed intitolata all'accademico Vincenzo Rivera.